# Wellington (Kansas)
Wellington es una ciudad ubicada en el condado de Sumner el estado estadounidense de Kansas. En el año 2010 tenía una población de 8172 habitantes y una densidad poblacional de 548,46 personas por km².

## Geografía
Wellington se encuentra ubicada en las coordenadas 37°16′2″N 97°24′0″O / 37.26722, -97.40000 (37.267289, -97.400061).

## Demografía
Según la Oficina del Censo en 2000 los ingresos medios por hogar en la localidad eran de $35,410 y los ingresos medios por familia eran $43,493. Los hombres tenían unos ingresos medios de $34,368 frente a los $22,254 para las mujeres. La renta per cápita para la localidad era de $16,790. Alrededor del 11.5% de la población estaban por debajo del umbral de pobreza.